# نوبوناری نیشیدا
نوبوناری نیشیدا (ژاپنی: 西田 信孝؛ زادهٔ ۱۳ مارس ۱۹۸۶) یک بازیکن فوتبال اهل ژاپن است.
از باشگاه‌هایی که در آن بازی کرده‌است می‌توان به باشگاه فوتبال گیفو اشاره کرد.